# Шавкун Владислав Андрійович
Владисла́в Андрі́йович Шавку́н (2003—2024) — військовослужбовець Збройних сил України, учасник російсько-української війни, що загинув у ході російського вторгнення в Україну. Кавалер ордена «За мужність» ІІІ ступеня.

## Життєпис
Народився 23 вересня 2003 в місті Марганець.
Закінчив «Марганецький фаховий коледж Національного технічного університету „Дніпровська політехніка“».
30 серпня 2023 року Владислав підписав контракт і пішов на фронт.
Загинув 3 травня 2024 в селі Нововодяне Луганської області.
Похорон відбувся 9 травня 2024 в Марганці.

## Нагороди
Нагороджений орденом «За мужність» ІІІ ступеня. Загинув у с. Нововодяне Сватівського району Луганської області.